# Adiantum thalictroides
Adiantum thalictroides är en kantbräkenväxtart som beskrevs av Carl Ludwig Willdenow. Adiantum thalictroides ingår i släktet Adiantum och familjen Pteridaceae.

## Underarter
Arten delas in i följande underarter:
- A. t. bottini
- A. t. hirsutum